# Amorphophallus vogelianus
Amorphophallus vogelianus är en kallaväxtart som beskrevs av Wilbert Leonard Anna Hetterscheid och Billensteiner. Amorphophallus vogelianus ingår i släktet Amorphophallus och familjen kallaväxter. Inga underarter finns listade.